# Androsace delavayi
Androsace delavayi är en viveväxtart som beskrevs av Adrien René Franchet. Androsace delavayi ingår i släktet grusvivor, och familjen viveväxter. Inga underarter finns listade i Catalogue of Life.

## Bildgalleri

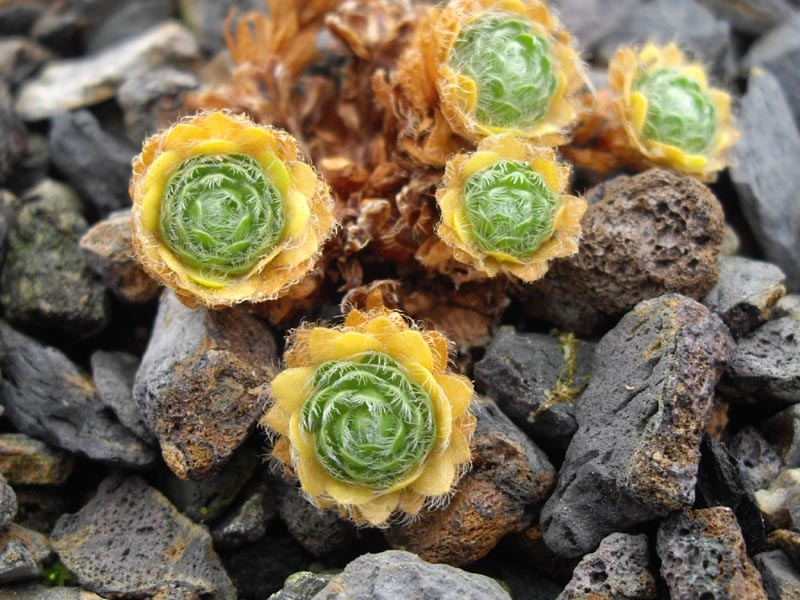